# Эндеманн, Вильгельм
Вильгельм Эндеманн (1825—1899) — немецкий ученый-юрист; депутат Рейхстага (рейхстаг Северогерманского союза и рейхстаг Германской империи).

## Биография
Родился в Марбурге 24 апреля 1825 года. Его родителями были юрист и председатель Сената Конрад Эндеманн и его жена Шарлотта Вильгельмина, урожденная Грау. Одним из братьев был Фридрих Карл Эндеманн (1833—1909), вице-мэр Касселя и член Рейхстага.
Среднее образование получал в Касселе, затем изучал право, экономику и историю в Марбургском университете, затем посещал Гейдельбергский университет. В 1847—1851 годах прошёл подготовку к судебной службе в курфюршестве Гессен. В 1851 году Эндеманн был прокурором в Ринтельне. С 1852 года был официальным заседателем, а с 1856 года — старшим судебным заседателем в Фульде. В том же году он женился на Катинке Пулт и в следующем году у них родился сын Фридрих Эндеманн.
В 1862 году за свои научные достижения был избран почётным доктором и в том же году он стал профессором Йенского университета; в летние семестры 1864 и 1872 годов исполнял обязанности ректора; преподавал коммерческое и процессуальное право, а также юридическую и экономическую историю. Одновременно, в это время он был старшим советником апелляционного суда в Верховном апелляционном суде Йены. С 1867 года он также был членом Северогерманской федеральной комиссии по гражданскому процессуальному праву. В 1872 году он принял участие во Всеобщем статистическом съезде в Петербурге.
В 1875 году Эндеманн перешёл в Боннский университет. Также несколько раз в неделю он читал лекции по железнодорожному праву в Эльберфельде и Кельне. В 1896 году подал в отставку и  в 1898 году переехал в Кассель, где и умер 13 июня 1899 года.
Состоял членом Национал-либеральной партии Германии. В 1867 году был избран в Северогерманский рейхстаг; в 1871—1873 годах был членом Германского рейхстага. Впоследствии отошёл от политической деятельности.
Важным достижением в области правовой и экономической истории явились его исследования по романско-канонической экономике и праву — «Studien in der romanisch-kanonistischen Wirtschafts- und Rechtslehre» (Берлин, 1874—1883). В числе его главных трудов также: «Die Beweislehre des Civilprozesses» (Гейдельберг, 1860); «Das deutsche Handelsrecht» (Лейпциг, 1887); ; «Der deutsche Civilprozess» (Берлин, 1878—1879).